# Ilha do Pessegueiro
A ilha do Pessegueiro localiza-se na costa do Alentejo Litoral, ao largo da freguesia de Porto Covo (da qual depende administrativamente), no município de Sines, distrito de Setúbal, em Portugal. A ilha, assim como a costa adjacente, faz parte do Parque Natural do Sudoeste Alentejano e Costa Vicentina. Uma canção de Rui Veloso refere esta ilha e tornou-a mais conhecida entre os portugueses. A ilha foi habitada pelo menos desde a Idade do Ferro, tendo sido um importante entreposto durante a época romana. Nos finais do século XVI e inícios do XVII iniciou-se a construção de dois fortes, um na ilha e outro em terra, que iriam ser parte de um grande porto artificial ligando a ilha ao continente, mas as obras nunca chegaram a ser concluídas.

## Descrição

### Localização e descrição física

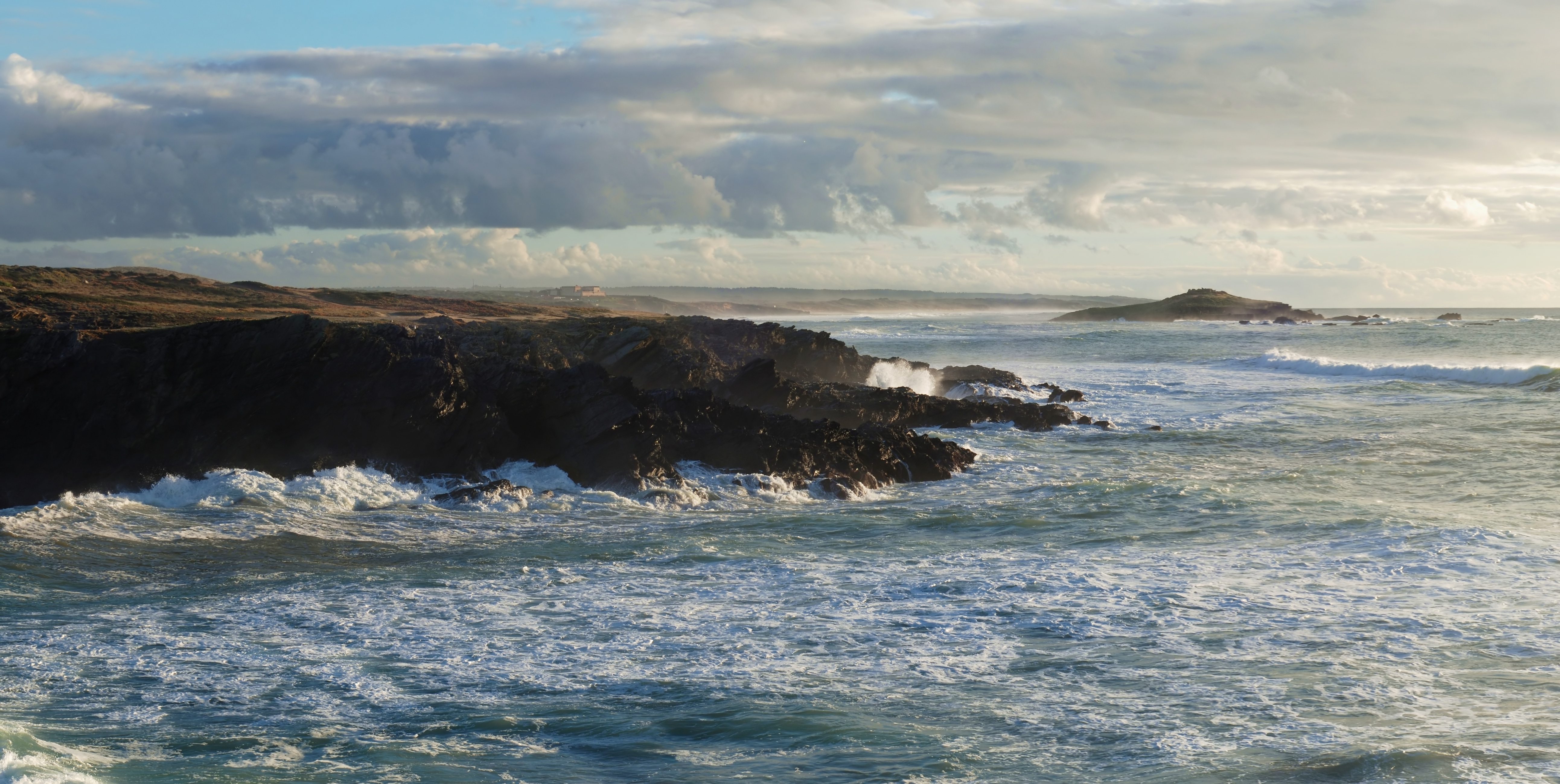
Ilha do Pessegueiro vista de Porto Covo, numa tarde de Inverno

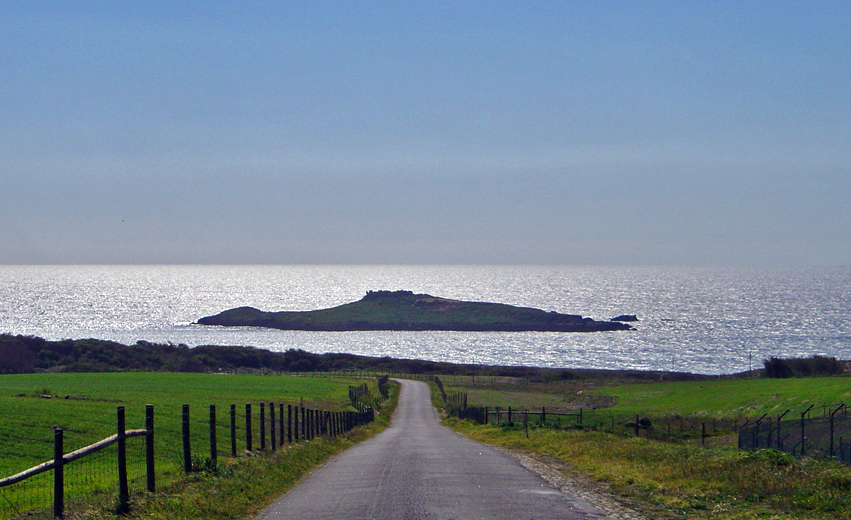
A ilha do Pessegueiro está incorporada no Parque Natural do Sudoeste Alentejano e Costa Vicentina.

A Ilha do Pessegueiro apresenta uma planta sensivelmente em forma de navio, orientada de Norte para Sul, com cerca de 355 m de comprimento por por 235 m de largura. é composta principalmente por arenito dunar, e está situada a cerca de 15 Km da cidade de Sines, no sentido Sul, e a uma distância de 250 m da faixa costeira.
É um dos pontos da freguesia de Porto Corvo mais visitado por turistas, Sendo considerada como um dos postais ilustrados da região. Recortada por rochas, a praia fica mesmo em frente à ilha. Num monte sombranceiro ao mar existe um velho forte do século XVII.[carece de fontes?] Este era utilizado em conjunto com uma outra fortificação, situada no continente. No Verão há visitas organizadas à ilha, que mantém os vestígios de uma velha muralha e de um porto romano.
Do ponto de vista ambiental, a Ilha do Pessegueiro faz parte de uma importante área na faixa litoral de Sines, tanto pela sua paisagem como pela sua biodiversidade. A ilha, em especial, é utilizada como dormitório e local de nidificação para aves, como gralhas, gaivotas e corvos-marinhos, das quais algumas estão em perigo de se extinguirem. Na costa continental, em frente à ilha e perto da fortaleza, encontra-se a Praia da Ilha do Pessegueiro.

### Vestígios arqueológicos
Os vestígios de ocupação romana consistem principalmente num conjunto de ruínas de edifícios, identificados como habitações, armazéns, uma forja, um forno de cozer pão, e cetárias para a produção de derivados de peixe.
Foram identificadas várias casas de planta rectangular, sendo os muros compostos na base por blocos de grés dunar ligados por argila, enquanto que a parte superior utilizava taipa. Os pavimentos eram formados por rocha cortada e regularizada. Estas habitações foram construídas principalmente a partir da segunda metade do século I d.C., embora alguns dos compartimentos tenham sido abandonados ainda durante essa centúria, como pode ser constatado pelo derrube de parte das paredes. Por volta do século IV, provavelmente na segunda metade dessa centúria, foi construído um pequeno balneário, sobre uma camada de vestígios dos séculos III ou IV. Este era composto por uma sala, que seria o vestíbulo, que dava acesso a uma sala maior, de planta rectangular, com um hipocausto e uma tina de água fria, provavelmente o frigidário. Este balneário terá estado em funcionamento até aos finais do século IV ou princípios do seguinte. Quanto ao forno, sobreviveu a sua base, de forma circular e um diâmetro interno de 2,30m, lajeada por tijoleiras. Provavelmente teria uma cúpula em barro, suportada por uma parede circular formada por blocos de grés dunar, unidos por argila. Este seria principalmente utilizado para a cozedura do pão, tendo funcionado no século III.
O complexo de salga do peixe, localizado no sector IV, era de forma sensivelmente quadrangular, sendo composto por um pátio central, pavimentado a opus signinum, e vários tanques escavados no solo. Estes tinham cerca de 1,3 m de profundidade, e eram forrados a opus signinum, com meias-canas nos ângulos interiores. Em complemento dos tanques de salga, existia um conjunto de espaços funcionais, formado por seis compartimentos divididos em dois grupos, separados por uma rua. Estes seriam talvez armazéns para o sal ou oficinas para a preparação do peixe.
O espólio encontrado na ilha inclui fragmentos de ânforas romanas, nas formas Almagro 50 e Almagro 51 C, além de peças em terra sigillata clara D, do século IV. Algumas das peças eram de origem sudgálica, enquanto que outras eram hispânicas, provavelmente de Andújar.

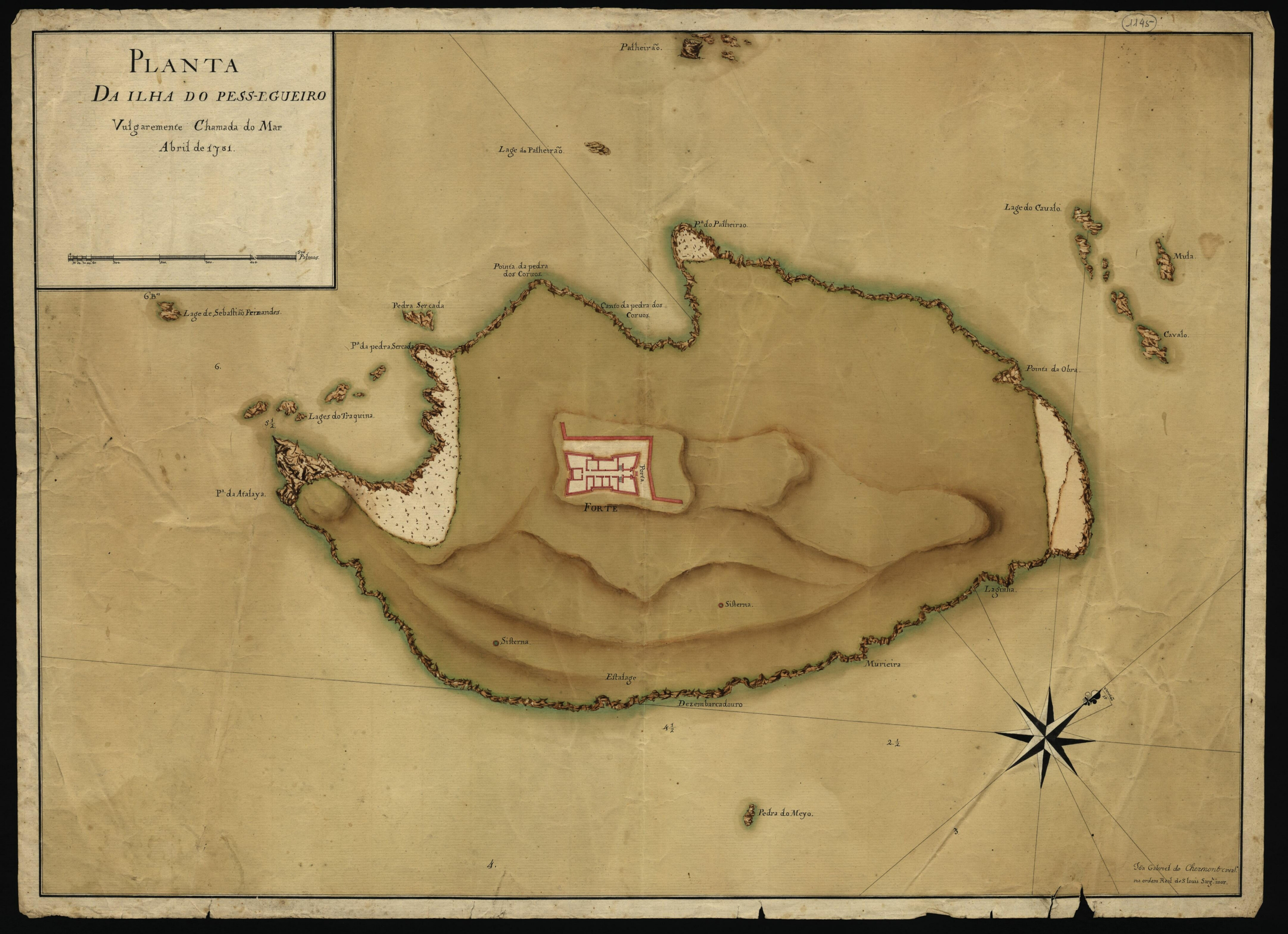
Planta de 1781 da Ilha do Pessegueiro, incluindo o forte.

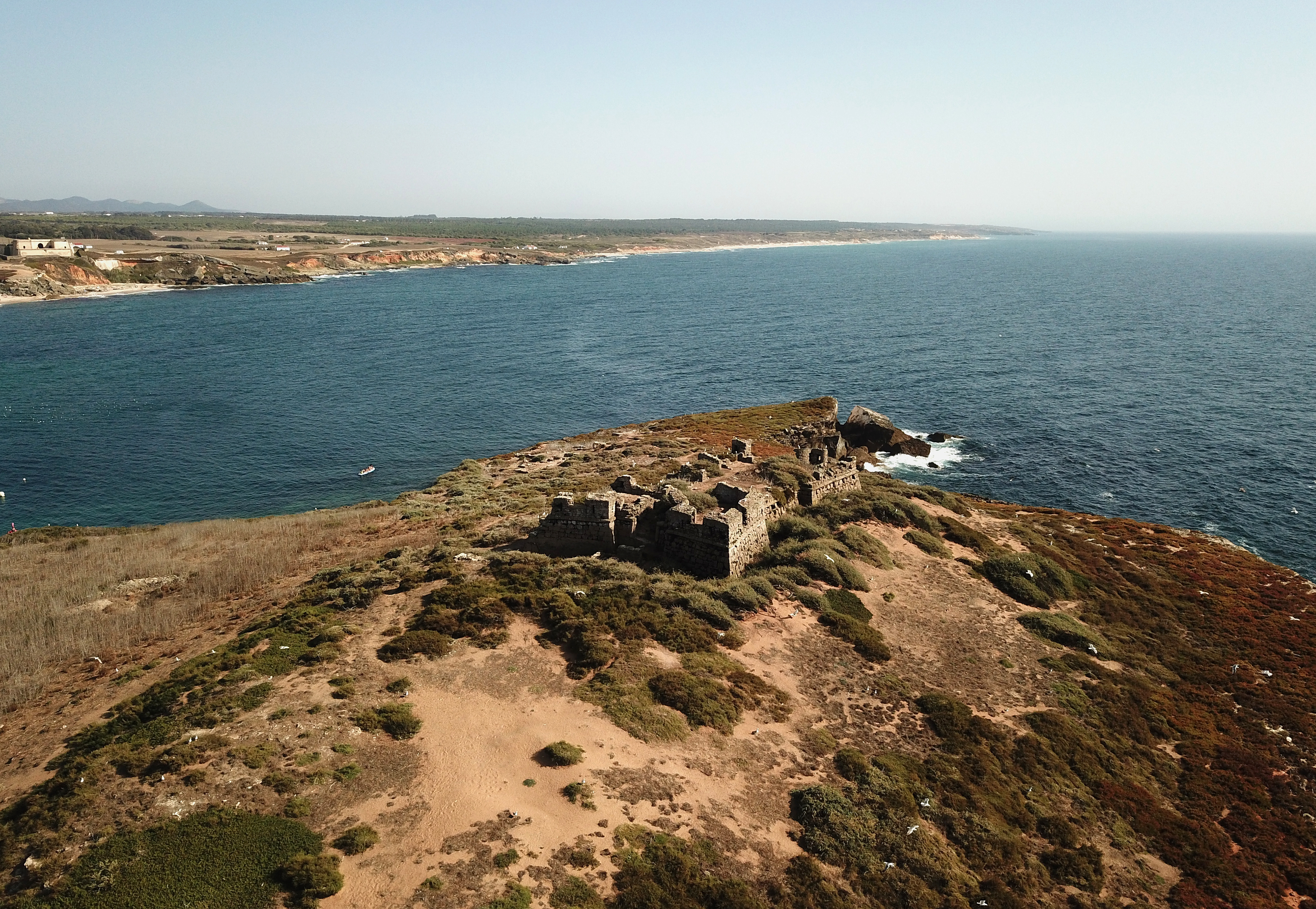
Fotografia aérea do Forte na ilha do Pessegueiro, em 2021. No lado esquerdo é vísível o forte continental.

## História
A ocupação humana na ilha é muito antiga, devido principalmente às boas condições para a fundeação de barcos no canal que a separa do continente. Com efeito, esta situação geográfica permitia que o canal fosse usado como porto de abrigo natural, algo de pouco comum na faixa costeira alentejana.
Esta situação geográfica era pouco comum na faixa costeira alentejana, permitiu o desenvolvimento da pesca e do fabrico de produtos piscícolas, além da exportação do minério oriundo da Serra do Cercal e de outros locais, tendo-se desta forma afirmado como um importante entreposto comercial. O seu forte movimento pode ser constatado pela presença de materiais cerâmicos, de várias origens.
Foram encontrados alguns vestígios de ocupação durante a Idade do Ferro, embora muito destruídos. No entanto, a maior parte dos indícios de ocupação na ilha pertencem à época romana, mais concretamente entre os séculos I e IV d.C., correspondendo ao período imperial. Esta cronologia poderá ser subdividida em duas fases, uma inicial correspondente à ocupação inicial, que principiou na segunda metade do século I d.C., e uma posterior, de reorganização dos espaços, que decorreu entre os séculos II e IV. Durante o período romano, a Ilha do Pessegueiro afirmou-se como um centro de produção de peixe salgado, podendo ter levado ao declínio desta indústria na povoação romana de Sines.
Nos princípios do século XVI e inícios do XVII, durante o domínio filipino de Portugal, foi planeada a instalação de dois fortes na área da Ilha do Pessegueiro, um na própria ilha e outro no continente, no outro lado do canal, no sentido de combater a crescente ameaça dos corsários. Estas duas fortificações iriam fazer parte de um grande porto artificial, que incluiria um pontão ligando a ilha ao continente. Em 1603, o rei Filipe II ordenou a construção do forte insular. No entanto, as obras do porto artificial não foram concluídas, embora tenha chegado a ser construído um pontão entre a ilha e o continente, que foi depois totalmente destruído pelo oceano. O pontão tinha sido edificado com recurso a grandes blocos de pedra, extraídos de uma pedreira no lado setentrional da ilha, onde permaneceram alguns blocos que não chegaram a ser utilizados. O forte no interior da ilha foi muito danificado pelo Sismo de 1755, ficando em estado de ruína.
Na década de 1980 a ilha começou a ser usada como um destino de campismo selvagem, tendo sido um dos principais impulsos para a afirmação de Porto Covo como um dos mais importantes destinos turísticos no país. Em 1980 foram feitos trabalhos arqueológicos de emergência, numa área da ilha que estava em risco de ser danificada pelo efeito erosivo das ondas, onde foram encontrados vestígios de estruturas romanas. Esta campanha prosseguiu em 1981, 1982 e 1983, tendo sido descobertos vestígios de habitações, armazéns, um balneário termal, um forno de pão, e um complexo de salgas de peixe.

## Origem do nome
O seu nome é de origem latina e provém da atividade piscatória nomeadamente de ser centro produtor de preparados de peixe na época romana, evoluindo a partir do termos piscatório (piscatorius) ou piscário (piscarium).

## A Lenda de Nossa Senhora da Queimada
A tradição refere o milagre de Nossa Senhora da Queimada. Em meados do século XVIII, chegando à ilha um grupo de piratas vindos do norte de África, estes foram enfrentados por um eremita que aí mantinha uma ermida sob a invocação de Virgem Maria. Assassinado o religioso e saqueada a capela, a imagem da Nossa Senhora foi atirada às chamas.[carece de fontes?]
Após a retirada dos agressores, chegaram à ilha os habitantes de Porto Covo que, ao terem constatado os danos provocados, deram sepultura cristã ao eremita. Sem conseguir localizar a imagem mariana ali cultuada, deram-lhe busca por toda a ilha, terminando por localizá-la miraculosamente intacta no meio dos restos de uma moita queimada. Essa imagem foi recolhida em uma nova ermida, erguida para abrigá-la, no continente, a cerca de 1 km de distância: a Capela de Nossa Senhora da Queimada, local onde passou a ser venerada pela população.[carece de fontes?]